# Agapeta
Agapeta is een geslacht van vlinders van de familie bladrollers (Tortricidae), uit de onderfamilie Tortricinae.

## Soorten
- A. amphimnesta (Meyrick, 1928)
- A. angelana (Kennel, 1919)
- A. exoterica (Meyrick, 1924)
- A. hamana Linnaeus, 1758 - distelbladroller
- A. heliochrosta (Meyrick, 1928)
- A. largana (Rebel, 1906)
- A. limenias (Meyrick, 1928)
- A. mexicana (Busck, 1907)
- A. purana Guenée, 1854
- A. pyrrhodelta (Meyrick, 1931)
- A. scardiosana (Klunder van Gijen, 1912)
- A. stereopis (Meyrick, 1931)
- A. taeniosana (Chrétien, 1915)
- A. umbrabasana (Kearfott, 1908)
- A. unicolorana Mabille
- A. vanillana Joannis
- A. versicolorana (Zeller, 1866)
- A. zacualpana Busck, 1914
- A. zoegana (Linnaeus, 1767) - kanariepietje